# Одди, Джакомо
Джакомо Одди (итал. Giacomo Oddi; 11 ноября 1679, Перуджа, Папская область — 2 мая 1770, Рим, Папская область) — итальянский куриальный кардинал, папский дипломат и доктор обоих прав. Племянник по материнской линии кардинала Антонио Банкьери, кузен кардинала Джованни Франческо Банкьери и дядя кардинала Никколо Одди. Титулярный архиепископ Лаодикеи с 9 июня 1732 по 23 сентября 1743. Апостольский нунций в Кёльне с 28 июня 1732 по 7 февраля 1735. Апостольский нунций в Венеции с 7 февраля 1735 по 25 февраля 1739. Апостольский нунций в Португалии с 25 февраля 1739 по 9 сентября 1743. Епископ-архиепископ Витербо и Тускании с 22 сентября 1749 по 2 мая 1770. Кардинал-священник с 9 сентября 1743, с титулом церкви Сан-Джироламо-дельи-Скьявони с 5 апреля 1745 по 12 января 1756. Кардинал-священник с титулом церкви Сант-Анастазия с 12 января 1756 по 22 ноября 1758. Кардинал-священник с титулом церкви Санта-Мария-ин-Трастевере с 22 ноября 1758 по 12 февраля 1759. Кардинал-священник с титулом церкви Санта-Прасседе с 12 февраля 1759 по 21 марта 1763. Кардинал-священник с титулом церкви Сан-Лоренцо-ин-Лучина с 21 марта 1763. Кардинал-протопресвитер с 21 марта 1763. 